# Keibun Ōta
Pour les articles homonymes, voir Ota.
Keibun Ōta (おおた慶文, Ōta Keibun), nom véritable Yoshifumi Ōta (太田慶文, Ōta Yoshifumi), est un peintre et illustrateur japonais né le 10 novembre 1951 à Haboro dans la préfecture de Hokkaidō au Japon. Il est surtout connu pour ses aquarelles de jeunes filles et d'enfants. Ōta a publié un certain nombre de recueils de ses œuvres et il a créé des illustrations pour des magazines, des livres, des calendriers, des affiches et a tenu plusieurs expositions individuelles.
Il réside à Izu dans la préfecture de Shizuoka.

## Biographie
Ōta naît à Haboro dans la préfecture de Hokkaidō le 10 novembre 1951. Après s'être diplômé au lycée Hokkaido Bifuka (en), il déménage à Tokyo pour travailler comme architecte d'intérieur indépendant. Il se forme de façon autodidacte en peinture et commence à travailler comme illustrateur. En 1981, Ōta remporte le prix de la meilleure œuvre au 1er concours d'illustration de poèmes et de contes de fées parrainé par Sanrio. Il remporte le 12e prix des beaux-arts de Sanrio en 1986.
En 1992, Ōta tient sa première série d'expositions dans les grands magasins de toutes les grandes villes du Japon. Cela devient un événement régulier depuis lors. En 1995, il organise une tournée nationale d'expositions dans cinq endroits du Japon. En raison de la présence de plus de 600 000 personnes, l'exposition doit être prolongée pour accueillir les participants supplémentaires. 
En 2001, il tient une exposition à la galerie d'arts Sogō de Yokohama, et en 2002, des expositions ont eu lieu dans les grands magasins Sakai Takashimaya et Matsuyama Takashimaya.

## Ouvrages

### Collection de livres
Sauf mention contraire, la liste ci-dessous est établie depuis le site sakura.ne.jp :
- Hidamari (ひだまり?), (1983, Sanrio)
- Komorebi (こもれび?), (1983, Sanrio)
- Ano Ko (あのこ?), (1985, Hakusensha)
- Okurege wa Kaze no Katachi (おくれ毛は風のかたち?), (1986, Sanrio)
- Soshite (そして?), (1987, Hakusensha)
- Hatsukoi (はつ恋?), (1988, Sanrio) (1995 réimpression, Sanrio)
- Kaze no Labyrinth (風のラビリンス?), (1989, Hakusensha)
- Maebure no Kiza (まえぶれの刻?), (1989, Sanrio) (1994 réimpression, Sanrio)
- Midori no Silhouette (碧のシルエット?), (1991, Hakusensha)
- Hikarete (惹かれて?), (1991, Sanrio)
- Four Seasons (フォーシーズンズ?), (1991, Pinpoint) (1998 réimpression, Sanrio)
- Kitto (きっと?), (1992, Hakusensha)
- Yubikiri (ゆびきり?), (1992, Sanrio)
- Kazeiro no Kuchizuke (風色のくちづけ?), (1993, Sanrio)
- Freelance (フリーランス?), (1995, Movic (en))
- Yumegatari (夢語り?), (1995, Sanrio)
- Hanazakari (花盛り?), (1997, Sanrio)
- Yakusoku (やくそく?), (1998, Hakusensha)
- Pianissimo (ピアニッシモ?), (2004, Aiikusha)

### Collection de CD-ROM
- The World of Keibun Ōta (おおた慶文の世界, Ōta Keibun no Sekai?) (Macintosh/Windows hybrid, 1995-04-18, Lits Compute)

## Prix et récompenses
- 1981 - Prix du meilleur travail de la 1re compétition d'illustration de poésie et de contes parrainée par Sanrio[1]
- 1986 - Vainqueur de la 12e édition du prix des beaux-arts Sanrio[1]

Ōta est présent comme artiste de couverture sur plusieurs numéros de Moe, magazine mensuel d'art et illustration publié au Japon par Hakusensha depuis 1984. 
- Octobre 1983, couverture de Picture Books and Stories (絵本とおはなし, Ehon to Ohanashi?), prédécesseur du magazineMoe[3]
- Mai 1984, contient également une illustration réalisée pour un conte de fées sérialisé par Yōko Inoue et le calendrier mensuel inclus dans le magazine[4]
- Octobre 1984[4]
- Juillet 1985[5]
- Janvier 1986[6]